# Platinodesmus argentineus
Platinodesmus argentineus är en mångfotingart som beskrevs av Christoph D. Schubart 1954. Platinodesmus argentineus ingår i släktet Platinodesmus och familjen Chelodesmidae. Inga underarter finns listade i Catalogue of Life.